# Liste der Kulturdenkmale in Garding, Kirchspiel
In der Liste der Kulturdenkmale in Garding, Kirchspiel sind alle Kulturdenkmale des schleswig-holsteinischen Kirchspiels Garding (Kreis Nordfriesland) und seiner Ortsteile aufgelistet (Stand: 10. März 2025).

## Legende
In den Spalten befinden sich folgende Informationen:
- Objekt-ID: die Nummer des Kulturdenkmales
- Lage: die Adresse des Kulturdenkmales und die geographischen Koordinaten. Kartenansicht, um Koordinaten zu setzen. In der Kartenansicht sind Kulturdenkmale ohne Koordinaten mit einem roten Marker dargestellt und können in der Karte gesetzt werden. Kulturdenkmale ohne Bild sind mit einem blauen Marker gekennzeichnet, Kulturdenkmale mit Bild mit einem grünen Marker.
- Offizielle Bezeichnung: Bezeichnung des Kulturdenkmales
- Beschreibung: die Beschreibung des Kulturdenkmales
- Bild: ein Bild des Kulturdenkmales

## Bauliche Anlagen
| Objekt-ID     | Lage                                                   | Offizielle Bezeichnung | Beschreibung | Bild |
| ------------- | ------------------------------------------------------ | ---------------------- | --- | ---- |
| 1890 Wikidata | Alter Gardinger Deich 17 (54° 18′ 32″ N, 8° 46′ 46″ O) | Haubarg Carstenshof    | Alteintragung (Aktualisierung vorgesehen) - Begründung: Alteintragung (Aktualisierung vorgesehen) - Schutzumfang: Alteintragung (Aktualisierung vorgesehen) - Denkmaltyp: Bauliche Anlage | BW   |
| 32694         | Borsthusen 9 (54° 18′ 42″ N, 8° 45′ 11″ O)             | Kate                   | Kate; wohl 19. Jh.; eingeschossiger Backsteinbau mit reetgedecktem Halbwalmdach und Spitzgiebel, Trauf- und Ortgangfries aus roten Ziegeln, sonst weiß geschlämmt - Begründung: geschichtlich, Kulturlandschaft prägend - Schutzumfang: gesamtes Objekt - Denkmaltyp: Bauliche Anlage                                                                                             | BW   |
| 32686         | Borsthusen 24 (54° 18′ 24″ N, 8° 45′ 33″ O)            | ehem. Schule           | ehemalige Schule; um 1882; langgestreckter, giebelständiger Backsteinbau unter Satteldach, Fassade durch Backsteinzierfriese gegliedert, Giebelseite durch Lisene mit getrepptem Abschluss und Kreuz verziert, Segmentbogenfenster - Begründung: geschichtlich, Kulturlandschaft prägend - Schutzumfang: gesamtes Objekt - Denkmaltyp: Bauliche Anlage                            | BW   |
| 2380 Wikidata | Hülkenbüll 2 (54° 19′ 11″ N, 8° 47′ 42″ O)             | Haubarg Hamkens        | Alteintragung (Aktualisierung vorgesehen) - Begründung: Alteintragung (Aktualisierung vorgesehen) - Schutzumfang: Alteintragung (Aktualisierung vorgesehen) - Denkmaltyp: Bauliche Anlage | BW   |
| 8984 Wikidata | Kornkoogweg 3 (54° 18′ 38″ N, 8° 45′ 36″ O)            | Haubarg Cordts         | Alteintragung (Aktualisierung vorgesehen) - Begründung: Alteintragung (Aktualisierung vorgesehen) - Schutzumfang: Alteintragung (Aktualisierung vorgesehen) - Denkmaltyp: Bauliche Anlage | BW   |
| 10394         | Marneweg 5 (54° 20′ 8″ N, 8° 45′ 29″ O)                | Timonshof              | Haubarg Timonshof; 1849; reetgedeckter Achtständer-Haubarg, Wohnteil als südlicher Flügelbau mit Zwerchhaus und Sandsteinportal; Warft mit Wassergräben im Süden und Westen; Zweiständerscheune als Nebengebäude - Begründung: geschichtlich, Kulturlandschaft prägend - Schutzumfang: Haubarg Timonshof, Nebengebäude, Warft, Wassergräben - Denkmaltyp: Bauliche Anlage         | BW   |
| 2384          | Nordermarsch 2 (54° 20′ 31″ N, 8° 46′ 12″ O)           | Haubarg Boyens         | Haubarg Boyens; 1850; reetgedeckter Vierständer-Haubarg mit Backsteinwänden, am Achterhus zwei Spitzgiebel über Loo-Tor bzw. Tür zur Boos und Heuluke, Vörhus mit Halbwalm und Zwerchgiebel nach Süden - Begründung: geschichtlich, Kulturlandschaft prägend - Schutzumfang: gesamtes Objekt - Denkmaltyp: Bauliche Anlage                                                        | BW   |
| 42224         | Welter Straße 20 (54° 19′ 31″ N, 8° 46′ 35″ O)         | Wohnhaus               | Wohnhaus; 1. V. 20. Jh.; eingeschossiger Walmdachbau mit zweigeschossigem Risalit, Eckveranda unter vorgezogenem Dach und Schleppgaube, Fassade in Rauputz und Fenstern mit rautenförmigen Sprossen - Begründung: geschichtlich, städtebaulich - Schutzumfang: gesamtes Objekt - Denkmaltyp: Bauliche Anlage                                                                      | BW   |
| 42225         | Welter Straße 24 (54° 19′ 28″ N, 8° 46′ 33″ O)         | Bauernhof              | Bauernhaus; um 1900; eingeschossiger Backsteinbau mit Wohn- und Stallteil unter Halbwalmdach, Ostfassade mit zweigeschossigem Risalit, Erdgeschossfenster zu Dreibogenmotiv in Putzrahmung gruppiert, Wappen im Giebel; Lindereihe entlang der Zufahrt - Begründung: geschichtlich, Kulturlandschaft prägend - Schutzumfang: Bauernhof, Lindenreihe - Denkmaltyp: Bauliche Anlage | BW   |
| 27370         | Welter Straße 27 (54° 18′ 46″ N, 8° 47′ 11″ O)         | Haubarg Paulshof       | Haubarg Paulshof; im Kern 1773, Umbau 1904; reetgedeckter Vierständer-Haubarg mit Achterhus und Vörhus unter einem Dach, westliches Vörhus mit Haupteingang unter Spitzgiebel nach Norden, Achterhus mit Spitzgiebel und Lootor - Begründung: geschichtlich, Kulturlandschaft prägend - Schutzumfang: gesamtes Objekt - Denkmaltyp: Bauliche Anlage                               | BW   |

## Quelle
- Liste der Kulturdenkmale in Schleswig-Holstein – Kreis Nordfriesland (PDF)

- Karte mit allen Koordinaten:
- OSM |
- WikiMap